# Kanton Commentry
Kanton Commentry (fr. Canton de Commentry) je francouzský kanton v departementu Allier v regionu Auvergne. Tvoří ho čtyři obce.

## Obce kantonu
- Colombier
- Commentry
- Hyds
- Malicorne